# Хуанма (футболіст, 1981)
Хуан Мануель Гомес Санчес (ісп. Juan Manuel Gómez Sánchez, нар. 29 травня 1981, Дон-Беніто), відомий як Хуанма (ісп. Juanma) — іспанський футболіст, що грав на позиції півзахисника, зокрема, за «Леванте» та «Реал Бетіс».

## Ігрова кар'єра
Народився 29 травня 1981 року в місті Дон-Беніто. Вихованець футбольної школи «Малаги». У дорослому футболі дебютував 2000 року виступами за другу команду цього клубу, в якій провів чотири сезони.
Так і не пробившись до головної команди рідного клубу, 2004 року уклав контракт із «Леванте», у складі якого дебютував в іграх Ла-Ліги. Згодом іграв в елітному дивізіоні й за «Рекреатіво» (Уельва) на умовах оренди в сезоні 2006/07. В обох командах був основним гравцем середини поля.
2008 року перейшов до ще однієї вищолігової команди, «Реал Бетіс», де також отримав місце у стартовому складі. Утім у першому ж для Хуанма сезоні в Севільї команда втратила місце в Ла-Лізі і наступні два сезони проводила в Сегунді. 2011 року допоміг команді повернутися в елітний дивізіон, а ще за рік її залишив, перейшовши до друголігового «Вільярреала».
Провівши протягом сезону у «Вільярреалі» лише п'ять ігор, 2013 року перейшов до «Алавеса», також представника Сегунди, виступами за який за два роки і завершив професійну ігрову кар'єру.